# Dejan Lazarević
Dejan Lazarević, né le 15 février 1990 à Ljubljana en Yougoslavie, est un footballeur international slovène qui joue au poste de milieu offensif au NK Domžale.

## Biographie

### Carrière en sélection
Il joue son premier match en équipe nationale le 15 novembre 2011 lors d'un match amical contre les États-Unis. Il entre à la 88e minute à la place d'Armin Bačinović (défaite 3-2). Le 27 mars 2015, il marque son premier but pour la Slovénie contre Saint-Marin lors d'un match des éliminatoires de l'Euro 2016 (victoire 6-0).
Au total il compte 20 sélections et 1 but en équipe de Slovénie depuis 2011.

## Statistiques

### Statistiques en club
| Saison                | Club                        | Championnat           | Championnat | Championnat | Coupe(s) nationale(s) | Coupe(s) nationale(s) | Slovénie | Slovénie | Total | Total |
| Saison                | Club                        | Division              | M.          | B.          | M.                    | B.                    | M.       | B.       | M.    | B.    |
| 2009-2010             | Genoa CFC                   | Serie A               | 2           | 0           | -                     | -                     | -        | -        | 2     | 0     |
| 2010-2011             | Torino FC (prêt)            | Serie B               | 32          | 0           | 2                     | 0                     | -        | -        | 34    | 0     |
| 2011-2012             | Calcio Padoue (prêt)        | Serie B               | 30          | 1           | 2                     | 1                     | 1        | 0        | 33    | 2     |
| 2012-2013             | Modène FC (prêt)            | Serie B               | 34          | 5           | -                     | -                     | 3        | 0        | 37    | 5     |
| 2013-2014             | Chievo Vérone               | Serie A               | 14          | 1           | -                     | -                     | 4        | 0        | 18    | 1     |
| 2014-2015             | Chievo Vérone               | Serie A               | 8           | 1           | 1                     | 0                     | 5        | 0        | 14    | 1     |
| 2014-2015             | US Sassuolo (prêt)          | Serie A               | 10          | 0           | -                     | -                     | 3        | 1        | 13    | 1     |
| 2015-2016             | Antalyaspor (prêt)          | Süper Lig             | 17          | 2           | 2                     | 0                     | 4        | 0        | 23    | 2     |
| 2016-2017             | Kardemir Karabükspor (prêt) | Süper Lig             | 20          | 0           | -                     | -                     | -        | -        | 20    | 0     |
| 2017-2018             | Jagiellonia Białystok       | Ekstraklasa           | 8           | 0           | -                     | -                     | -        | -        | 8     | 0     |
| Total sur la carrière | Total sur la carrière       | Total sur la carrière | 175         | 10          | 7                     | 1                     | 20       | 1        | 202   | 12    |

### Buts en sélection
Le tableau suivant liste les résultats de tous les buts inscrits par Dejan Lazarević avec l'équipe de Slovénie.